# Vagabondo del sesso
(La frase che chiude il film.)
Vagabondo del sesso è un film del 1967 diretto da Kōji Wakamatsu ed è appartenente al genere pinku eiga.

## Trama
Taneda, un impiegato aziendale di Tokyo, si sveglia una domenica mattina in un posto che non conosce e senza ricordare nulla delle ore precedenti il suo risveglio. Il luogo in cui si trova è Sugigasaki, una piccola e sperduta località portuale. Questa fuga dal mondo moderno di tutti i giorni porta l'impiegato a riflettere sulla sua opprimente vita familiare e lavorativa. Lontano da tutto e da tutti, egli matura la decisione di non fare ritorno a casa e di cominciare a vivere da vagabondo, senza una meta o uno scopo precisi. Ma la scelta che ha fatto si rivelerà presto troppo radicale e dopo vari incontri sessuali, furti e disavventure di ogni genere, Taneda farà ritorno a Tokyo.

## Distribuzione
In Italia è stato trasmesso in prima visione televisiva nel 2012 all'interno del programma Fuori orario. Cose (mai) viste.